# نهمین مراسم جایزه انجمن بازیگران فیلم
 نهمین مراسم جایزه انجمن بازیگران فیلم (به انگلیسی: 9st Screen Actors Guild Awards) به افتخار بهترین بازیگران فیلم و تلویزیون سال ۲۰۰۲ برگزار شد.

## نامزدی‌ها و جوایز

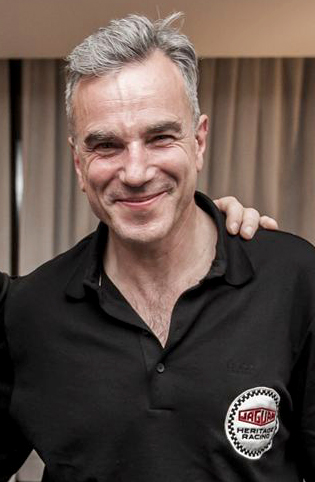
دانیل دی-لوئیس، برنده بهترین بازیگر مرد فیلم درام

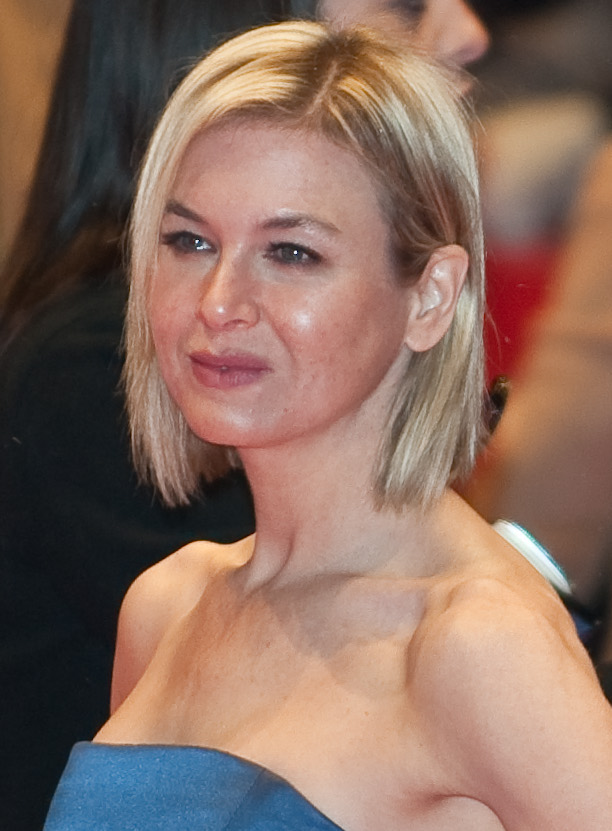
رنه زلوگر، برنده بهترین بازیگر زن فیلم درام

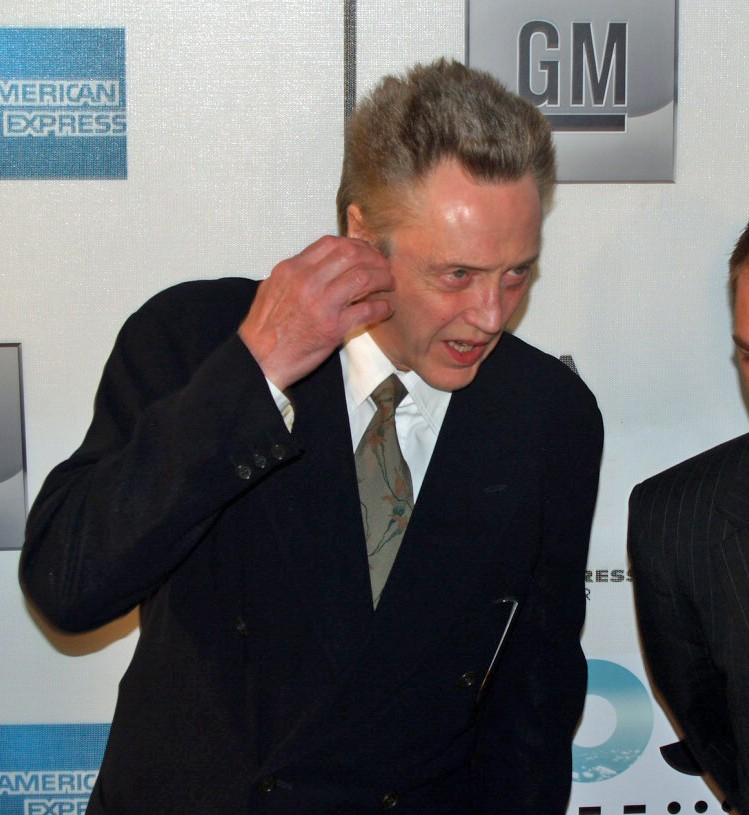
کریستوفر واکن، برنده بهترین بازیگر مکمل زن فیلم درام

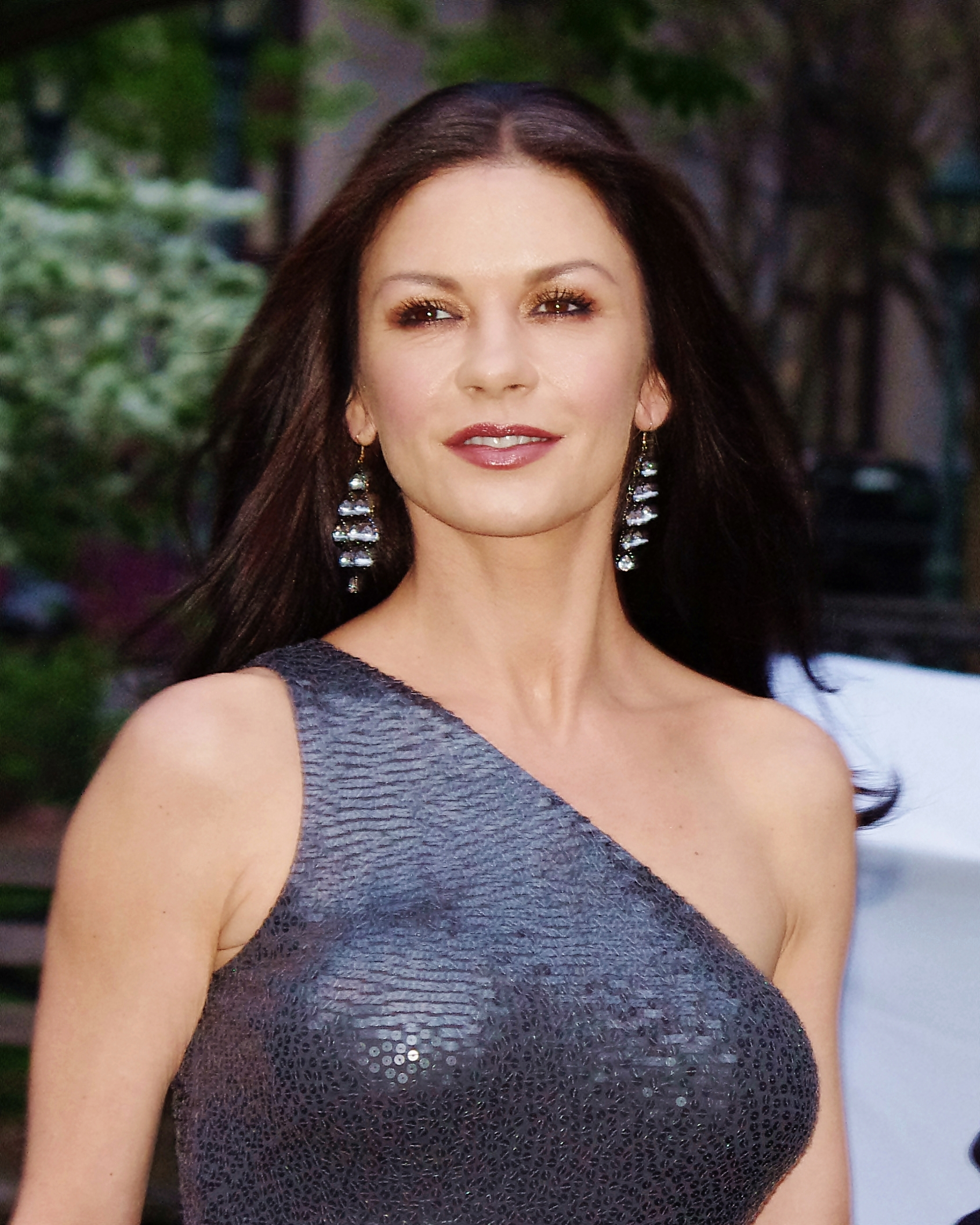
کاترین زتا جونز، برنده بهترین بازیگر مکمل زن فیلم درام

| دانیل دی-لوئیس | برای فیلم |
| آدرین برودی    | برای فیلم |
| نیکولاس کیج    | برای فیلم |
| ریچارد گی‌یر    | برای فیلم |
| جک نیکلسون     | برای فیلم |

| رنه زلوگر   | برای فیلم |
| سلما هایک   | برای فیلم |
| نیکول کیدمن | برای فیلم |
| دایان لین   | برای فیلم |
| جولیان مور  | برای فیلم |

| کریستوفر واکن      | برای فیلم |
| کریس کوپر (بازیگر) | برای فیلم |
| اد هریس            | برای فیلم |
| آلفرد مولینا       | برای فیلم |
| دنیس کواید         | برای فیلم |

| کاترین زتا جونز | برای فیلم |
| کتی بیتس        | برای فیلم |
| جولیان مور      | برای فیلم |
| میشل فایفر      | برای فیلم |
| کویین لطیفه     | برای فیلم |

## برندگان مرد و زن سریال تلویزیونی

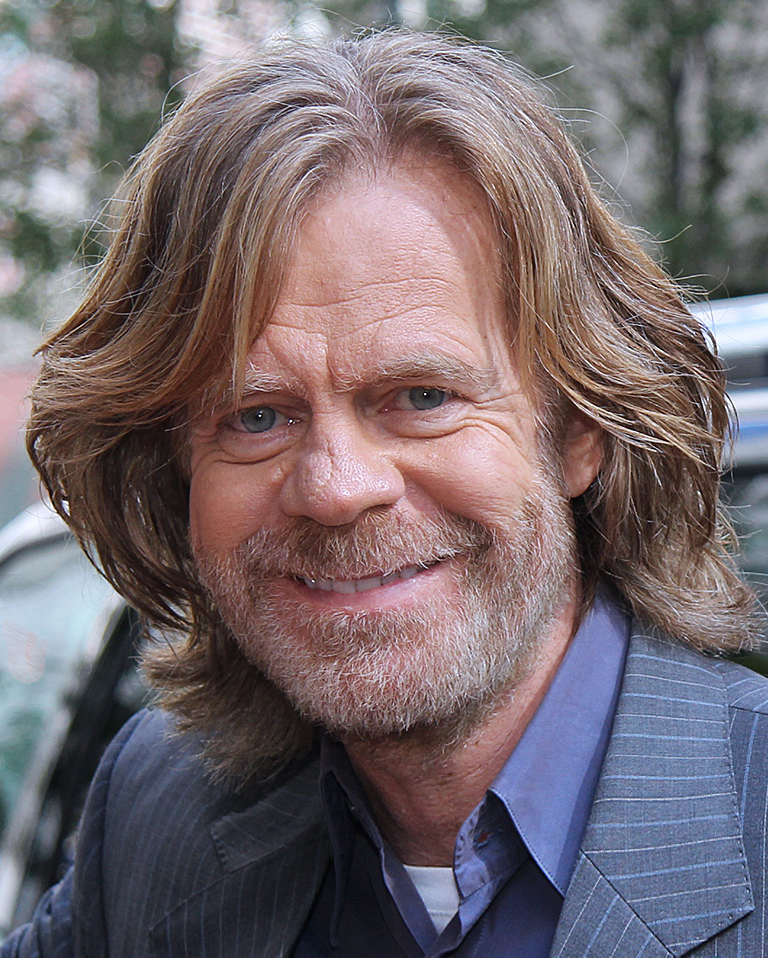
ویلیام اچ میسی عملکرد فوق العاده توسط یک بازیگر مرد در یک مینی سریال یا فیلم تلویزیونی
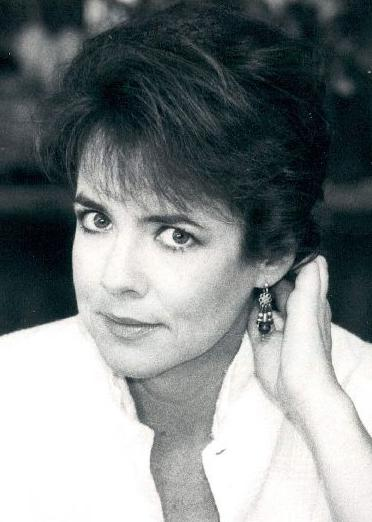
استوکارد چنینگ عملکرد فوق العاده توسط یک بازیگر زن در یک مینی سریال یا فیلم تلویزیونی
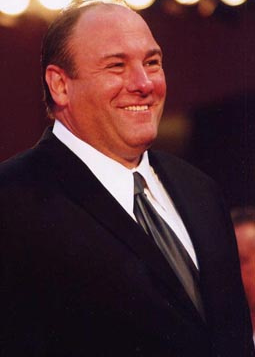
جیمز گاندولفینی عملکرد فوق العاده توسط یک بازیگر مرد در یک سریال درام

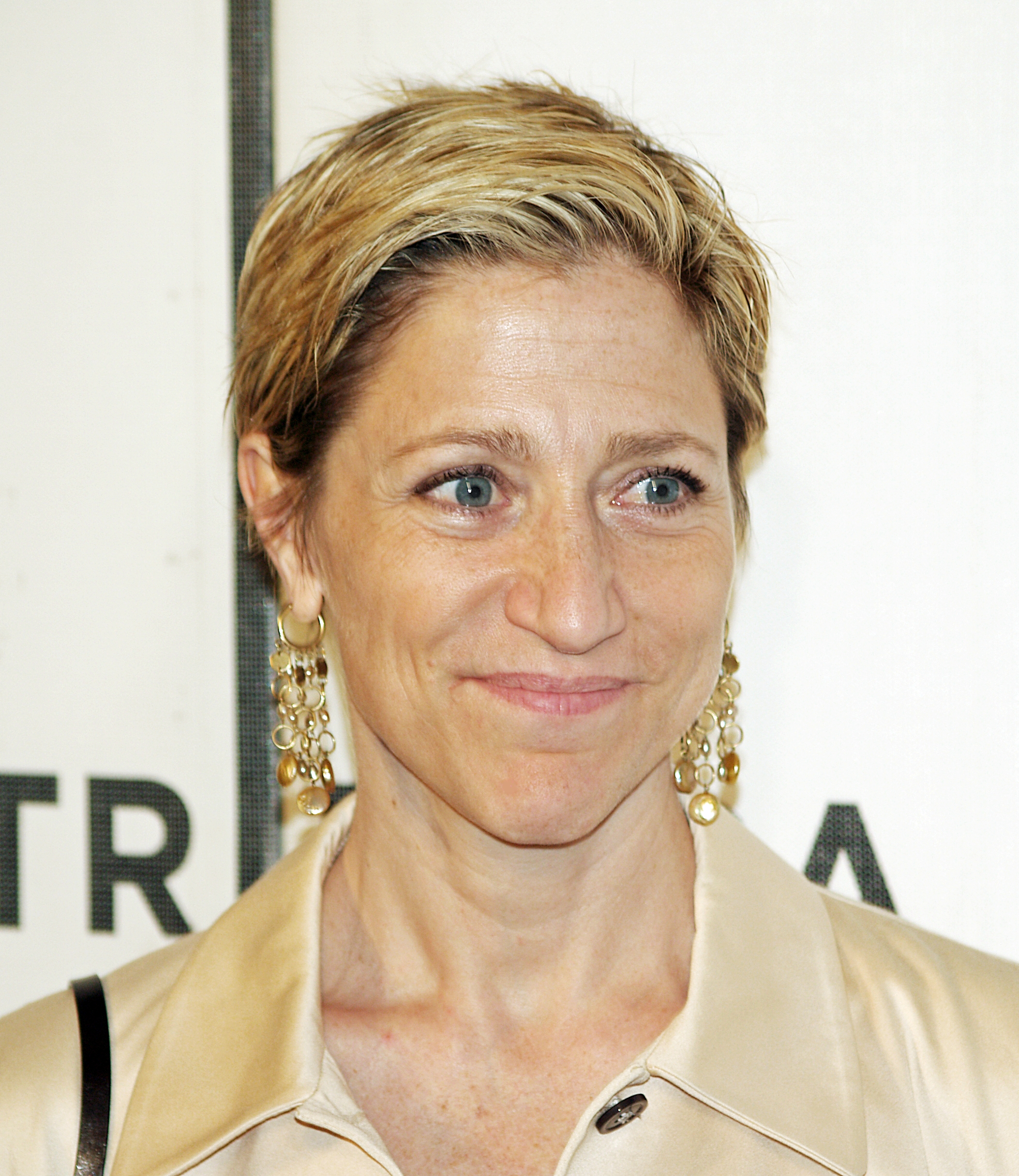
ادی فالکو عملکرد فوق العاده توسط یک بازیگر زن در یک سریال درام
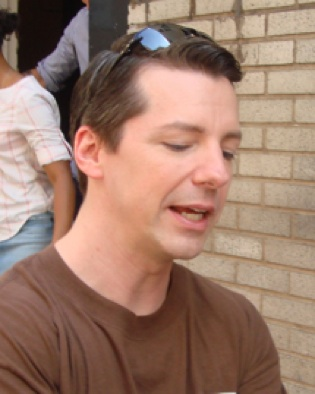
شان هایس (بازیگر) عملکرد فوق العاده توسط یک بازیگر مرد در یک سریال کمدی
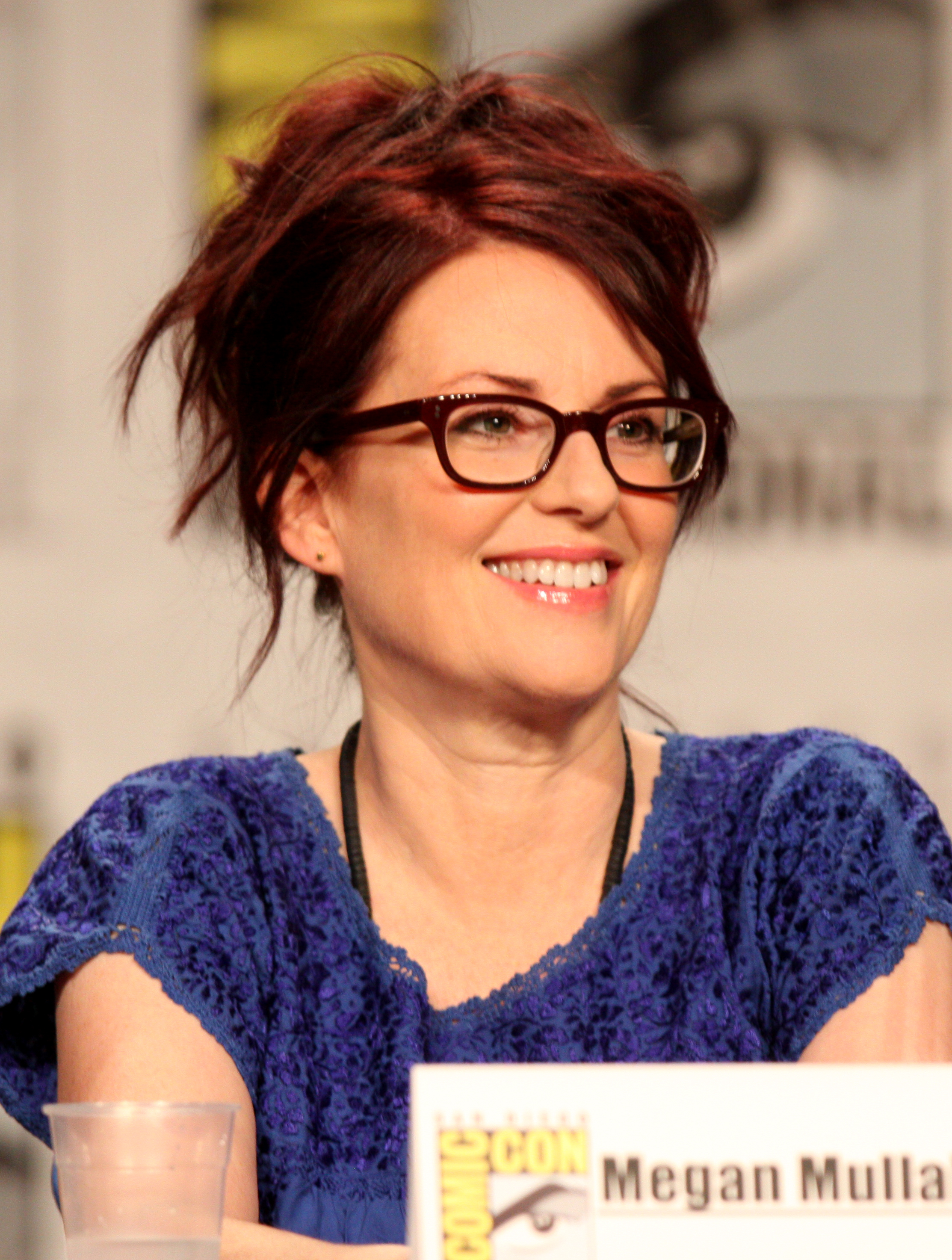
مگان مولالی عملکرد فوق العاده توسط یک بازیگر زن در یک سریال کمدی